# Oliver Mohr
Oliver Mohr (* 23. Jänner 1992 in Wien) ist ein österreichischer Fußballspieler.

## Karriere
Mohr begann seine Karriere in der AKA Rapid Wien. Er spielte nur in der Regionalligamannschaft. 2011 wurde er zum Stadt- und Ligakonkurrenten Floridsdorfer AC ausgeliehen. 2012 wurde er an den Profiverein SV Horn ausgeliehen. Sein Profidebüt gab er am 1. Spieltag 2012/13 gegen den SCR Altach. Nach einem halben Jahr wurde er jedoch wieder an den FAC weiterverliehen. Die Floridsdorfer verpflichteten ihn im Sommer 2013 fest. Mit den Wienern konnte er 2014 den Aufstieg in den Profifußball feiern.
Zur Saison 2016/17 wechselte er zum Regionalligisten FCM Traiskirchen. Für Traiskirchen kam er in zwei Spielzeiten zu 43 Einsätzen in der Regionalliga. Zur Saison 2018/19 schloss er sich dem viertklassigen SV Stripfing an. Mit Stripfing stieg er zu Saisonende in die Regionalliga auf.
Nach 44 Einsätzen für Stripfing kehrte er zur Saison 2020/21 zu Traiskirchen zurück.